# Bath (New Hampshire)
Pour les articles homonymes, voir Bath (homonymie).
Bath est une municipalité américaine située dans le comté de Grafton au New Hampshire. Selon le recensement de 2010, sa population est de 1 077 habitants.

## Géographie
La municipalité s'étend sur 38,61 milles carrés (100 km2), dont 0,89 milles carrés (2,31 km2) d'étendues d'eau.

## Histoire
La localité est fondée en 1761, répartie en parcelles égales pour 68 familles.  Elle est nommée en l'honneur de William Pulteney (1er comte de Bath).